# Gustav von Keudell
Gustav Bernhard Alfred Walter Franz Gottfried von Keudell (* 27. November 1866 in Nieder-Gielgudyszki in Russisch-Polen; † 5. August 1935 in Weimar) war ein deutscher Verwaltungsbeamter.

## Leben
Die Vorfahren aus der Familie von Keudell besaßen über drei Generationen das Rittergut Nieder-Gielgudyszki in Ostelbien. Seine Eltern waren der dortige Gutsbesitzer Franz von Keudell (1842–1903) und Madlene von Sanden (1848–1927), Tochter der Marie von Hülsen und des Bernhard von Sanden. Gustav hatte zwei Schwestern, Elise von Keudell und die jüngste Schwester Irmgard (1874–1955), die mit dem General Walter von Hülsen verheiratet war. Ihre Familienlinie, genannt II, erhielt 1789 zu Berlin die preußische Adelsbestätigung.
Gustav von Keudell studierte Rechtswissenschaften an der Georg-August-Universität Göttingen. 1886 wurde er Mitglied des Corps Saxonia Göttingen. Nach Studium, Promotion und Referendariat wurde er Regierungsassessor im preußischen Staatsdienst. Als Regierungsassessor bei der Regierung Gumbinnen wurde er 1901 Landrat des Landkreises Preußisch Eylau. 1915 wechselte er als Oberregierungsrat zur Regierung Düsseldorf. Von dort wurde er zur Regierung Stralsund versetzt. Zuletzt war er Regierungsvizepräsident in Erfurt. 
Nach seiner Verabschiedung aus dem Dienst 1931 lebte von Keudell in Weimar. Er war Rittmeister der Reserve der Zieten-Husaren und Rechtsritter des Johanniterordens.